# Scatonomus janssensi
Scatonomus janssensi är en skalbaggsart som beskrevs av Guido Pereira 1954. Scatonomus janssensi ingår i släktet Scatonomus och familjen bladhorningar. Inga underarter finns listade i Catalogue of Life.